# Az elektromos Lincoln
Az elektromos Lincoln (We Can Build You) egy 1972-ben kiadott science fiction regény, melyet Philip K. Dick írt meg még 1962-ben. Magyarul az Agave Könyvek adta ki 2011-ben, fordítója Pék Zoltán.

## Történet
|  | Alább a cselekmény részletei következnek! |

A történet a fiktív 1982-ben játszódik. Louis Rosen egy elektromos orgonákat és spinéteket előállító társaságot vezet. Rosen partnere elkezd szimulákrumokat tervezni, akiket történelmi személyiségekről mintáz. Valójában a szimulákrumokat a lánya, Priscilla Frauenzimmer tervezte. Először egy Edwin M. Stanton, majd egy Abraham Lincoln szimulákrumot – androidot – készítenek. Felkeresi őket egy multimilliomos üzletember (Sam K. Barrows), aki lát fantáziát a szimulákrumok elkészítésében és tömeges gyártásában. Ugyanis szeretné elősegíteni a Hold benépesítését, amelyet szimulákrum emigránsokkal akar reklámozni. A Stanton robot meggyőzi őt, de a Lincolnt hibásnak tartja a skizofréniája miatt. Eközben Louis Rosen reménytelenül beleszeret társa lányába, Prisbe, aki maga is kezelt skizofréniás.
Pris azonban elhagyja őket, és átáll Barrowshoz, hogy ezentúl neki készítsen szimulákrumokat. Mikor azonban a létrehozott John Wilkes Booth szimulákrum találkozik Louissal és az elektromos Lincolnnal, a lány Barrows ellen fordul, és megsemmisíti a Booth androidot. Louis beleőrül plátói szerelmébe, skizofréniára gyanakszik. Elutazik a kansas-i Kasanin Központba, ahol Prist is kezelték. A vizsgálatok Louisnál is skizofréniát mutatnak ki. Virtuális hallucinációkkal kezelik, amelyekben ő és Pris együtt élnek, összeházasodtak, és már gyermekeik vannak. Mikor a valódi Pris visszakerül az intézetbe, ad egy tanácsot Louisnak, aki megfogadja. Mikor azonban Louist elbocsátják, és gyógyultnak nyilvánítják, Pris elmondja neki, hogy nem tud vele tartani. A lány skizofréniája ugyanis további kezelésekre szorul, sőt talán örökre az intézetben kell maradnia.
|  | Itt a vége a cselekmény részletezésének! |

## Magyarul
- Az elektromos Lincoln; ford. Pék Zoltán; Agave Könyvek, Bp., 2010